# 謝瀛洲

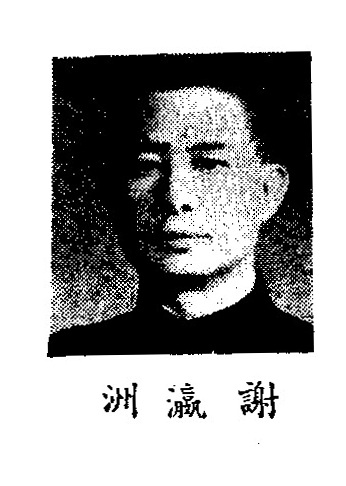

謝瀛洲（1894年6月21日—1972年4月20日）字仙庭，广东省从化县木棉村人。中华民国法学家、法官、政治人物。

## 生平
謝瀛洲生於清朝光緖二十年五月十八日(1894年6月21日)。幼年入从化县立小学堂。毕业后，入广东存古学堂。此后遊學上海，入法律專門學校。二十歲，與同村高浥茶女士結婚。嗣后膺選半官費生，赴法國留学，入巴黎大學法學院。本科畢業後，復進入該校硏究院，获法學博士學位。
民國十三年（1924年）春，謝瀛洲归国。同年夏，加入中國國民黨。经林雲陔介绍，到大元帅府拜见孫中山，获聘爲法制委員。同時，應國立廣東大學校長鄒魯聘请，出任该校法學院敎授，講授「憲法」、「行政法」、「國際公法」等课程。
1925年，任中国国民党广州特别市党部委员兼青年部部长，同时任古应芬开办的课吏馆教务主任、馆长。1927年，任中央陆军军官学校政治总教官，南京国立中央大学教授、北京大学法学院院长。1928年11月6日至12月5日，兼任国民政府考试院参事。1928年12月5日至1932年1月6日，任司法行政部常任次长，任内还兼法官训练所所长。1932年春，任广东省政府委员兼广东省教育厅厅长（1933年卸任教育厅厅长职务）。1935年2月，转任广东高等法院院长，一直任至1937年。同时，他还兼任广东法科学院院长，西南政务委员会委员。1936年11月4日至1945年9月12日，任国民政府审计部驻外审计，同时还兼任广东审计处处长。
1945年7月6日至1947年10月25日，謝瀛洲复任司法行政部常任次长。1947年，任第一届国民大会代表、国民大会主席团成员。1947年9月18日至1948年7月20日，任台湾省政府秘书长。1948年7月13日，任最高法院院长。
1949年10月，謝瀛洲赴台湾，历任国立台湾大学、国立政治大学、东吴大学等校教授。司法院副院长傅秉常于1965年7月20日病逝后，谢瀛洲接任司法院副院长。1972年4月20日，謝瀛洲在台北榮民總醫院病逝。司法院副院长一职由戴炎辉接任。同年5月1日於臺北市第一殯儀館景行廳舉行公祭，安葬於臺北縣金山鄉（今新北市金山區）富貴山墓園。

## 著作
- 《共产与民主》
- 《五权宪法大纲》
- 《中华民国宪法论》

## 家庭
- 父：谢蔚南，曾在家鄉設帳授徒，嗣當選廣東諮議局常駐議員。[1]
- 孫：謝明，美國企業家。